# Eberhard I. (Wittgenstein)

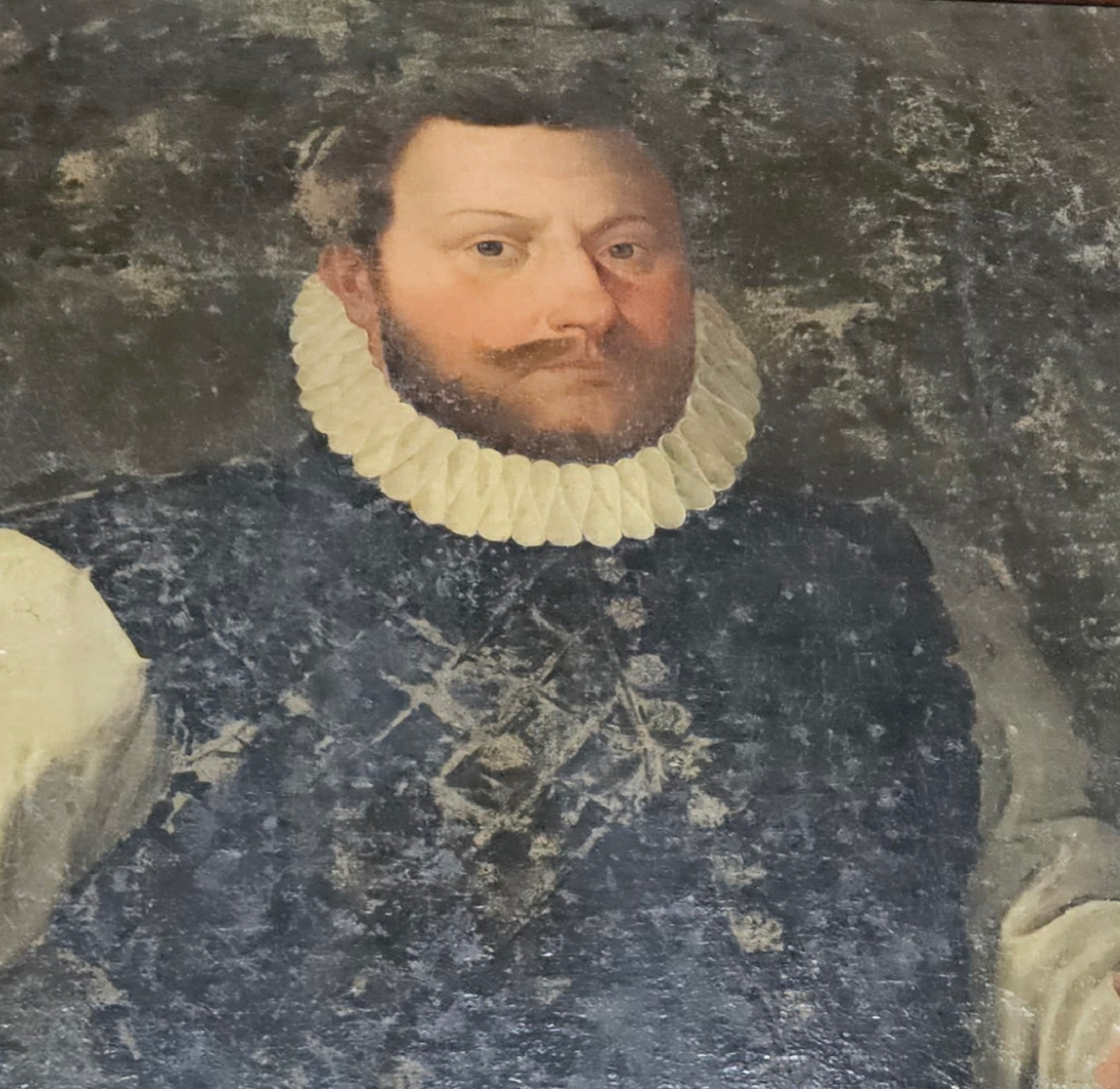
Eberhard von Sayn, Graf zu Wittgenstein (1440–1494), Ölporträt (Ausschnitt), unbek. Maler, ca. 1470. Provenienz: Schloss Berleburg

Eberhard I. von Sayn, Graf zu Wittgenstein (* um 1440; † 1494 auf Schloss Wittgenstein über Bad Laasphe) regierte ab 1479 bis 1494 die gesamte Grafschaft Wittgenstein am Oberlauf der Lahn.

## Leben
Eberhard I. war der zweite Sohn von Georg von Sayn, Graf zu Wittgenstein (1392–1469) und der Elisabeth von der Mark, Tochter des Eberhard II. von der Marck-Arenberg. Er wurde um 1440 geboren, vielleicht auf Schloss Wittgenstein, seinen Namen erhielt er nach seinem Großvater mütterlicherseits als Taufpaten.
Zu Lebzeiten seines Vaters nahm Eberhard I. von Wittgenstein als jüngerer Sohn typische Kriegsdienste seiner Zeit. Er trat ab dem 6. Dezember 1461 im Rahmen der der Mainzer Stiftsfehde für ein Jahr mit 19 gerüsteten Pferden in den Dienst Graf Philipps I. von Katzenelnbogen auf der Seite des (letztendlich unterlegenen) Erzbischofs Diether von Isenburg und seinem Verbündeten Kurfürst Friedrich dem Siegreichen von der Pfalz. In dieser Konstellation dürfte Eberhard von Wittgenstein am 30. Juni 1462 auf der Siegerseite an der Schlacht bei Seckenheim teilgenommen haben. Graf Philipp und mit ihm vermutlich auch Graf Eberhard gerieten allerdings in Bedrängnis, als die Truppen Erzbischofs Adolf von Nassau am 27. Oktober 1462 die Stadt Mainz eroberten und sie sich nur mit Not über die Stadtmauer retten konnten.
Nach dem Tod ihres Vaters 1469 übernahmen die Brüder Johann und Eberhard zunächst gemeinsam die Regierung der Grafschaft Wittgenstein. Das war die Voraussetzung für eine Heirat. Eberhard I. vermählte sich 1472 mit Margarete der Jüngeren von Rodemachern (* um 1450; † 1509 Schloss Berleburg), der Tochter von Gerhard von Rodemachern und Margarethe von Rodemachern († 1490), diese wiederum Tochter der bedeutenden Literatin Elisabeth von Lothringen. Die Mitgift der Braut betrug die große Summe von 8000 Gulden. Bei einer Erbteilung gelangten später verschiedene Bücher aus dem Besitz der Elisabeth von Lothringen nach Wittgenstein.
1472 wurde die Erbverbrüderung des Grafenhauses mit Landgraf Heinrich III. von Hessen erneuert, zu der auch das Offenrecht der Wittgensteiner Burgen für Hessen gehörte. Im selben Jahr wurde Eberhard I. von Graf Johann von Nassau-Breda zum Amtmann im Herzogtum Limburg ernannt. Hier festigten sich Beziehungen in den burgundischen Raum und Eberhard I. von Sayn-Wittgenstein wurde damals zum Rat und Kämmerer von Karl dem Kühnen von Burgund ernannt. Eberhard war aber im Kölner Krieg kein Parteigänger des Burgunderherzogs. Er diente der Stadt Köln 1474 als Hauptmann eines Fähnleins und beteiligte sich an der Eroberung der Feste Bachum.
1478 wurden die Einnahmen und die Zuständigkeiten neu vereinbart: Eberhard erhielt als kleineren Teil Amt und Schloss Richstein und die Vogtei Elsoff, während Johann die Ämter und Schlösser Wittgenstein und Berleburg, das Amt Erntebrück und die Zeche Banfe zufielen. Allerdings verzichtete der Bruder Johann bereits im folgenden Jahr auf die Herrschaft und Eberhard übernahm die gesamte Grafschaft Wittgenstein. 1493 wurde diese dann endgültig als Lehen den Landgrafen von Hessen aufgetragen und von Kaiser Maximilian I. bestätigt. Wittgenstein erhielt dafür 29 Gulden Manngeld jährlich.
Als Graf Eberhard I. 1494 starb, waren seine Söhne noch minderjährig. Die Regierung in der Grafschaft wurde deshalb von seiner Witwe Margarete übernommen, bis sie sich um 1506 auf ihren Witwensitz auf Schloss Berleburg zurückzog.

## Nachkommen
Eberhard I. hatte aus seiner Ehe mit Margarete der Jüngeren von Rodemachern folgende vier legitime Söhne:
- Wilhelm (* 24. August 1488 auf Schloss Wittgenstein über Bad Laasphe; † 18. April 1570 auf Schloss Wittgenstein)
- Johann (* 1489 auf Schloss Wittgenstein über Bad Laasphe; † 2. April 1551 auf Schloss Berleburg)
- Georg († 1558)
- Ludwig

## Archivalien
Zu Eberhard I. von Wittgenstein existiert eine archivalische Überlieferung. Besonders im Vereinigte Westfälische Adelsarchive e.V., Archiv Schloss Berleburg (BA). Diese Regesten sind online zugänglich über das Portal des Landesarchiv Nordrhein-Westfalen.
Ausgewählte Urkunden:
- 1479 Januar 01: Der Minoritenorden zu Köln nimmt den Grafen Eberhard von Wittgenstein in die geistliche Ordensbruderschaft auf (Ber.Uk / Urkunden, Nr. Ber.Uk – 1094).
- 1487 August 29: Eberhard, Graf zu Wittgenstein, bewittumt seine Gemahlin Margaretha mit Homburg. Mit 3 Siegeln der gräflich Wittgensteinschen Brüder (Ber.Uk / Urkunden, Nr. Ber.Uk – 1147).
- 1493 August 19: Eberhard, Graf zu Wittgenstein, übergibt dem Landgrafen Wilhelm von Hessen die ganze Grafschaft Wittgenstein als Eigentum (Archiv Berleburg, Ber.Uk / Urkunden, Nr. Ber.Uk – 1239)